# L'uomo senza qualità
L'uomo senza qualità (Der Mann ohne Eigenschaften) è un romanzo incompiuto suddiviso in tre parti dello scrittore austriaco Robert Musil; i primi due volumi vengono pubblicati a Berlino rispettivamente nel 1930 e 1933, mentre il terzo volume viene pubblicato postumo nel 1943. 
Si tratta di una delle opere più importanti della letteratura mondiale, caratterizzato dall'essere un'opera monumentale, il lavoro di un'intera vita, come lo è stata Alla ricerca del tempo perduto di Marcel Proust e, almeno in parte, l'Ulisse di James Joyce.
Inizialmente pensato come grande romanzo autobiografico, seppur scritto in terza persona, e ambientato nei primi anni del secolo, non viene portato a termine dall'autore, che ci lavora fino agli ultimi momenti della sua vita; ha un'originalissima struttura in quanto contiene ampi stralci di tipo saggistico di temi storico-filosofici. In Italia è stato tradotto prima da Anita Rho per la Giulio Einaudi Editore e in seguito da Ada Vigliani per i Meridiani Mondadori.
La storia narra la vicenda esistenziale e spirituale di Ulrich: una specie di "uomo ideale" che, riassumendo in sé tutte le qualità o, meglio, le "non-qualità" del secolo appena iniziato, il Novecento, vive parzialmente alienato dal "mondo reale" e del tutto privo di autentici interessi.
Immerso com'è in un anti-umanesimo filosofico di stampo nietzschiano (l'influenza del pensiero di Friedrich Nietzsche è amplissima all'interno dell'opera) il protagonista stesso descrive questa sua situazione come una vera e propria malattia della volontà. Quando ad esempio Ulrich "desidera" salvare il criminale Moosbrugger è guidato da una filosofia prima che dà un senso della realtà, totalmente alienato dal senso comune.
Il particolare atteggiamento narrativo di Musil, che lui stesso definisce del "saggismo", contribuisce a rendere questo mostruoso e straordinario libro una vera e propria bibbia del Decadentismo, esattamente alla maniera di Thomas Mann.

## Trama
L'azione si svolge a partire dal 1913, quindi poco prima dell'inizio della Grande Guerra. Ulrich è un appassionato studioso di fisica matematica e algebra; ha 32 anni, ma si trova ancora alla ricerca di un personale senso da dare alla vita e alla realtà in generale. L'incertezza ed ambivalenza che sente nei confronti della morale, sia etica laica che religiosa, nonché la profonda indifferenza verso la sua stessa esistenza, lo portano a considerarsi un "uomo senza qualità", incapace com'è di formare il proprio carattere amalgamandosi e adattandosi al mondo esterno.
Ulrich si è sempre stranamente dimostrato del tutto insensibile alle proprie capacità e qualità individuali; le sue caratteristiche principali, che sembrano contraddistinguere anche ogni rapporto con gli altri, sono la sentita mancanza di qualsiasi significato profondo associato ad un'ambiguità generale di giudizio etico-morale. Egli si ritrova pertanto ad esser tanto ricco intellettualmente quanto privo di qualsiasi passione esteriore: ironico e corrosivo, discuterà via via coi vari personaggi di nazionalismo, pangermanismo, psicoanalisi, positivismo, espressionismo e irrazionalismo.
Poco dopo incontriamo un assassino accusato di ripetuti atti di libidine violenta di nome Moosbrugger: condannato per lo stupro e conseguente omicidio di una prostituta è stato in seguito internato in un ospedale psichiatrico. Appaiono quindi la sensuale amante di Ulrich, Bonadea, e la coppia formata dai due più cari amici del protagonista: la nevrotica Clarisse e suo marito Walter, artista e musicista frustrato che lavora come impiegato nell'amministrazione pubblica.
Ulrich cerca una sua collocazione nella società entrando a far parte, grazie agli auspici del suo influente padre, della cosiddetta "Azione Parallela", un gruppo impegnato a studiare i più adeguati preparativi per celebrare i 70 anni dell'ascesa al trono dell'imperatore Francesco Giuseppe, che avrebbero dovuto aver luogo nel 1918. Nello stesso anno, tuttavia, si sarebbe celebrato anche il trentennale del regno dell'imperatore tedesco (Guglielmo II): questa coincidenza - da qui il nome di "parallela" - spingeva i patrioti austriaci ad entrare in azione per dimostrare la supremazia politica, culturale e storica della loro nazione.
La grande festa che stanno preparando avrebbe dovuto catturare non solo la mente, ma anche e soprattutto l'anima dei sudditi: molte brillantissime idee e visioni sono discusse a tale proposito dal comitato dell'Azione Parallela. Le riunioni dell'Azione Parallela hanno luogo nell'appartamento di Hermine Tuzzi, lontana cugina di Ulrich, che egli soprannomina Diotima, moglie di un altissimo funzionario borghese della corte. L'ambiziosa Diotima, mira in questo modo a diventare il fulcro e l'ispiratrice dell'azione e il punto di raccolta delle idee; grazie alla sua intelligenza e al suo fascino si dimostra capace di coinvolgere persone di grande rilievo nel progetto. Nel comitato sarà coinvolto, come segretario, lo stesso Ulrich, che si ritroverà così ad avere un ruolo centrale, diventando il punto di raccolta di tutte le idee che ruotano attorno all'Azione Parallela.
Al vertice del comitato è il vecchio conte conservatore Leinsdorf, tipico rappresentante della decadente aristocrazia latifondista dell'Austria imperiale. Altro personaggio centrale del gruppo e dell'intero romanzo è l'industriale tedesco Arnheim, modellato sulla figura storica di Walther Rathenau, il quale pur essendo straniero viene ammesso come protagonista molto influente nel progetto. A ciò non è estranea l'attrazione sentimentale di Diotima che, coltivata con discrezione nel salotto dell'Azione Parallela, giungerà fino a ipotizzare il divorzio da Tuzzi per sposare Arnheim.
Nel salotto di Diotima, Ulrich ritrova anche il generale Stumm von Bordwehr, suo superiore quando era giovane tenente nel Nono reggimento ulani dell'esercito imperiale. Descritto ironicamente nei suoi più bizzarri difetti, von Bordwehr rappresenta la casta militare austriaca centrale nella vita del paese ma ormai in via di decadenza, come sarà evidente nello svolgersi della Grande Guerra. Von Bordwehr viene introdotto nell'Azione Parallela con funzione di controllore da parte dell'Esercito ma finisce per restare affascinato da Diotima per un verso, e per l'altro dalle idee della filosofia e della cultura che sente discutere nel salotto dei Tuzzi.
Mentre la maggior parte dei partecipanti (e Diotima più febbrilmente di tutti) sono spinti da sincero spirito patriottico e tentano di cogliere nell'Azione Parallela l'occasione per un'autentica crescita culturale e morale dell'Impero, altri frequentatori del salotto sono mossi da una Realpolitik più concretamente finalizzata a sfruttare la situazione per propri fini. Arnheim, ad esempio, mira ad acquisire i ricchi giacimenti petroliferi scoperti in una delle province più orientali dell'impero. Bordwehr, invece, è inviato a rappresentare l'Esercito nell'Azione con lo scopo di ottenere un aumento d'influenza nell'apparato statale, nonché maggiori finanziamenti.
La terza parte del romanzo è dominata dal rapporto tra Ulrich e Agathe, sorella più giovane di lui di cinque anni, dalla quale Ulrich era stato separato fin dalla più tenera infanzia. Ritrovatisi in occasione dei funerali del padre, i due fratelli ritrovano un'intesa profonda che porterà Agathe a decidere di restare a Vienna e separarsi bruscamente dal marito, il celebre e pedante pedagogo Hagauer. Ulrich e Agathe, nonostante i molti anni di separazione, sperimentano un rapporto spirituale intenso che giunge ai limiti di una non esplicitata incestuosità: si vedono come "anime gemelle" o "fratelli siamesi".
Nel 1942 Musil muore esule a Ginevra, prima di concludere il proprio capolavoro, mentre nel romanzo Ulrich abbandonava il comitato dell'"Azione Parallela" isolandosi progressivamente dal mondo con la sorella. L'opera si conclude con un'ampia sezione di bozze preparatorie, appunti frammentari, note e versioni alternative sul possibile finale. Il flusso del romanzo sembrava ormai approdato alla palude di una spettacolare immobilità, il tempo era trascorso nel mondo di Musil e dalla Finis Austriae negli ultimi anni di composizione erano già apparsi sulla scena il Nazismo con la sua ideologia di un nuovo "Regno Millenario". Questo Regno millenario che per Ulrich è stasi, paura del vuoto, della morte, distruzione di ogni forma di comunicazione.

### Composizione
- Parte I. Una specie di introduzione - (19 capitoli)
- Parte II. Niente di nuovo sotto il sole - (104 capitoli)
- Parte III. Verso il Regno Millenario (I criminali) - (38 capitoli)
- Postumo:

1. Venti capitoli composti in bozze e successivamente ritirati (1937-38)
2. Sei capitoli in bella copia corretta (rielaborazione dei capitoli in bozze; 1940-42)
3. Altri abbozzi degli ultimi anni (1939-41)
4. Tentativi di continuazione dei capitoli in bozze (1938 e oltre)
5. Pagine risalenti presumibilmente al 1936
6. Riflessioni riprese all'inizio del 1936 e nuovi spunti
7. Tre abbozzi risalenti presumibilmente al 1934
8. Quattro abbozzi risalenti presumibilmente al 1932
9. Abbozzi degli anni 1930-31 e 1933-34 che in parte rielaborano testi risalenti agli anni venti
10. Abbozzi per il primo gruppo di capitoli destinati alla seconda parte e risalenti ai tardi anni venti
11. Pagine risalenti alla metà degli anni venti
12. Abbozzi su Clarisse risalenti alla metà degli anni venti
13. Appunti per i primi abbozzi su Clarisse

## Personaggi
Ulrich
Il protagonista della storia ha studiato ingegneria e proviene da una buona famiglia molto rispettata in società. Si considera un uomo "senza qualità", ma non per il fatto d'esser privo di doti caratteriali, ne è anzi ampiamente dotato, ma perché non riesce a metterle in pratica, integrarle cioè nella propria realtà vissuta. Sempre sofferente nel non riuscire a superare le proprie intime contraddizioni si prenderà "un anno di vacanza dalla vita"; il suo atteggiamento più tipico è una sorta di passività acutamente analitica.
Agathe
Sorella più giovane di cinque anni (gemella in alcuni abbozzi) di Ulrich. Si incontrano dopo anni di separazione - è giunta per assistere ai funerali del padre - ed instaurano subito uno strettissimo rapporto ai limiti dell'incestuoso: assieme cercheranno di creare il "Regno Millenario", consistente in una perfezione assoluta dello spirito (e sarà propriamente per fondere le loro anime che intraprenderanno senza esitare la via dell'incesto).
Odia con furore qualsiasi ideale manifestato dalla "vita borghese", innanzi tutto matrimonio e famiglia, ed il miserabile benessere materiale; le piace 'giocare' sempre al limite dell'onestà; manifesta forti istinti suicidi.
Walter
Amico d'infanzia di Ulrich, è un giovane artista mancato, frustrato ed insicuro: è lui che conia il termine "uomo senza qualità" per definire spregiativamente il protagonista, vedendolo perennemente insoddisfatto davanti a qualsiasi costruzione ideologica e di pensiero. Soggiogato dalla musica wagneriana, sperimenta un godimento non privo di sensi di colpa mentre la suona a quattro mani con la moglie Clarisse.
Clarisse
Efebica amica di gioventù di Ulrich e giovane moglie di Walter, a cui però nega qualsiasi soddisfazione ed appagamento sessuale. Seguace appassionata di Nietzsche, è una pianista affetta da leggera isteria: per studiare la follia da vicino instaura una relazione col criminale Moosbrugger, di cui è infatuata intellettualmente. Verso la fine del romanzo desidererà avere un figlio da Ulrich, che però si negherà.
Moosbrugger
Un pericoloso delinquente sessuale internato in manicomio. La giustizia non riesce a decidere se sia sano, pazzo o solo in parte responsabile delle proprie azioni; Ulrich discetterà molto a questo riguardo sull'effettivo libero arbitrio di cui sarebbero dotati gli esseri umani.
Diotima
Nome d'arte di Hermine Tuzzi. Parente alla lontana di Ulrich nonché moglie di un funzionario pubblico che lavora nell'apparato di governo. Animatrice dell'Azione Parallela, attiva ed impegnata animatrice di salotti. Una gran signora, alla fine un'anima bella: la sua ingenuità è pari solo alla sua bellezza.
Capo sezione Hans Tuzzi
Marito di Diotima, un alto funzionario del governo.
Gerda Fischel
Giovane ragazza di religione ebraica figlia di un avvocato liberale; ex amante e seguace di Ulrich. Ad un certo punto, abbandona tutto (casa, ricchezza, famiglia) per diventare adepta di un gruppo mistico cristiano di vaghe ascendenze pre-naziste in quanto influenzato dalla propaganda antisemita.
Hans Sepp
Impegnato propugnatore dell'antisemitismo, ha una visione mitica della realtà.
Leo Fischel
Padre di Gerda, è un banchiere ebreo immischiato in affari con Arnheim.
Bonadea
Una delle amanti di Ulrich, è ninfomane; tanto ampi e vasti sono i suoi desideri, quanto basso il suo senso della moralità. Appartenente all'alta società, riesce a soddisfare sia la sua brama di piaceri sensuali, sia le sue incombenze di moglie e madre. Rimarrà l'amante di Ulrich sino a quando si dedicherà totalmente alla sorella.
Leona
Prostituta del Varietà, offre a Ulrich i suoi servigi e gli serve, a causa del suo insaziabile appetito, come oggetto di studio. Per questo motivo, Leona rappresenta l'universo erotico al suo livello più infimo.
Paul Arnheim
Un conte prussiano nonché uomo politico, influente industriale ed intellettuale milionario; possiede una villa a Berlino. Ammiratore di Diotima, rimane affascinato dalla combinazione di bellezza esteriore e nobiltà d'animo che la contraddistinguono: nonostante ciò non sente alcun desiderio di sposarla. Manterrà sempre uno stretto ma platonico rapporto d'amore con la donna.
Stumm von Bordwehr
Un allegro generale dell'esercito imperiale, sposato, padre di due figli. Piccolo di statura. Intrapresa la carriera militare in cavalleria, formatosi presso la Scuola di stato maggiore dell'esercito, è direttore della sezione educazione e cultura militare al Ministero della Guerra. Viene incaricato dal suo superiore gerarchico, ovvero il feldmaresciallo Frost von Aufbruch, di prendere parte come osservatore alla riunioni dell'Azione Parallela. È abbastanza impopolare. Ammiratore segreto di Diotima. Collezionista di coltelli a serramanico. Poeta dilettante.
Gottlieb Hagauer
Professore e riformatore dell'apparato educativo nazionale, sposerà Agathe.
August Lindner
Collega di Hagauer che vuole convertire Agathe alla vita ascetica.
Leinsdorf
Un uomo del tutto incapace, non solo di decidere, ma anche di non decidere.
Schmeisser
Militante socialista radicale.

## Temi e riferimenti
L'opera, che restituisce le vene emersoniane che percorrono l'opera dell'autore, afferma l'importanza del senso della possibilità, arrivando a sostenere che nel futuro le azioni si svolgeranno sempre di più nel pensiero piuttosto che "nella vita pratica".
Lontano da Oblomov, altro celebre svogliato letterario protagonista dell'omonimo romanzo di Ivan Gončarov, Ulrich rappresenta una critica a tutte le filosofie dei suoi compagni nella vita-romanzo, uomini archetipi del nuovo secolo, che a giudizio di Musil cercano di fuggire dal mondo; è certo che fa parte (in quanto personaggio) del "gruppo degli inetti", che ha come esponenti nella letteratura italiana ad esempio Zeno (protagonista de La coscienza di Zeno di Italo Svevo) o nei personaggi di Federigo Tozzi.
Il romanzo vede l'autore non rinunciare mai alla propria onniscienza o inseguire sperimentalismi come quelli provati negli stessi anni dall'irlandese James Joyce; Musil dubita della capacità e del senso di una narrazione: l'inizio del romanzo da lui giudicato arbitrario (trattandosi in effetti di un romanzo del Nulla) lo definisce una specie d'Introduzione così come il finale sarebbe stato una specie di Conclusione.
Per festeggiare l'anniversario della salita al trono dell'imperatore (Francesco Giuseppe) si viene a costituire una specie di comitato politico chiamato "Azione parallela": Ulrich, intellettuale raffinato che ha compiuto approfonditi studi scientifici, ne è unico segretario. Insoddisfatto di tutto, accetta tutto sempre molto supinamente, Ulrich è qui un nichilista innocuo; ma quando scoppia la guerra il comitato si scioglie.
Palese è l'intima vuotezza di tutto questo: un grande comitato deve decidere con anni di anticipo quel qualcosa di grandioso che l'impero dovrà realizzare per celebrare un suo importante anniversario, che non potrà però mai concretizzarsi; questo perché la data attesa cade dopo la prima guerra mondiale e la morte del celebrando Francesco Giuseppe e quindi della dissoluzione dell'impero stesso (Musil inizia a scrivere il romanzo nell'immediato dopoguerra nell'ambito della Finis Austriae) col crollo di una civiltà e una cultura. L'Azione parallela è anche la trama esteriore del romanzo che è un accumulo di gesti velleitari e inconcludenti.

### I 10 caratteri e la Cacania
Nel romanzo l'Impero austro-ungarico, sul quale regnavano gli Asburgo, viene con affettuosa ironia definito come "Cacania" ("Kakanien"), la terra dove ogni attività statale, ogni documento, ogni proclama era sempre "imperial-regio" ("kaiserlich-königlich" e dunque "k.-k.", oppure "imperiale e regio" ("k. und k."), che in tedesco appunto si legge ka-ka). Molto più di una semplice nazione diviene per Musil quel perduto impero che specie nei suoi ultimi giorni si trasforma in categoria dello Spirito, in simbolo dell'Occidente, della sua Storia e forse in un profeta.
Il romanzo è ambientato in quella che è a tutti gli effetti Vienna, capitale di un grande impero pluri-etnico detto Kakanien (reso in italiano come "Cacania"). «Nell'Austria degli Asburgo tutto era imperial-regio, Kaiserlich-Königlich, abbreviato in K. K. che si pronuncia kaka». Usata per indicare lo status dell'Impero austro-ungarico come Doppia Monarchia, kaka evoca in tedesco la parola infantile che indica le feci (Kacka) e κακός (kakós), che in greco significa "cattivo". Quindi Musil usa l'espressione per simboleggiare la mancanza di coerenza politica, amministrativa e sentimentale nell'Austria-Ungheria.
Se dunque una Nazione è Spirito e se lo Spirito agisce (non nella realtà ma sulla persona), occorre descrivere i legami che tale manifestazione spirituale intreccia coi suoi abitanti. Musil definisce per ogni individuo nove caratteri impressionabili e modificabili dall'ambiente circostante: sono ruscelli che riempiono, ognuno col proprio contributo, quella conca che è la persona ("carattere professionale, nazionale, statale, di classe, geografico, sessuale, conscio, inconscio e, forse, anche privato").
Oltre a questi rivoli immissari esiste però anche un defluire, uno svuotamento dell'Io dovuto al decimo carattere inquadrato dall'autore come "la fantasia degli spazi non riempiti". Esso impedisce agli altri nove caratteri di essere presi sul serio, cioè permette all'uomo di essere completamente svuotato, di perdere di vista il valore della realtà affermando che non c'è ragione per cui questo valore esista, per cui l'esistenza sia sufficiente o tanto meno necessaria.
L'Avvenuto vede drasticamente ridotta la propria importanza. Gli eventi si spogliano della loro fondamentale rilevanza acquistando la leggerezza e la consistenza di una nuvola. La libertà di agire si tramuta in libertà negativa la quale non pensa a ciò che potrebbe fare, ma pensa a ciò che potrebbe pensare di poter fare, inserendo un ulteriore strato di riflessione.
Ovviamente il risultato di un prevalere del decimo carattere conduce a passività, ma ad una "passività attiva" (come la definisce Musil, ispirato in questo dal "nichilismo di forza" pensato da Nietzsche) ben diversa quindi da una "passività passiva" (nichilismo della debolezza). Ulrich-Musil prende dunque le distanze dalla narcisistica fiacchezza che sembrava affliggere la cultura del secolo superando la generazione letteraria degli "inetti".
Proprio in Cacania questo decimo carattere si percepiva particolarmente forte e drenava più velocemente di quanto gli altri riempissero; perciò l'Austria-Ungheria era "una nazione di geni" - anche se "un genio era sempre scambiato per un babbeo, mai però, come succedeva altrove, un babbeo per un genio" - "lo stato più progredito del mondo, benché il mondo non lo sapesse ancora" ma, scrive Musil nostalgicamente, "probabilmente fu questa la causa della sua rovina".

### Il senso della possibilità
Concetto chiave nella comprensione del romanzo è il "senso della possibilità", il passaggio che permette al libro di trascendere se stesso proiettando il protagonista dalle verbose quanto impalpabili sedute del comitato per l'Azione Parallela a quel tentativo di mistica, quasi incestuosa unione con la sorella Agathe.
L'uomo senza qualità è in effetti una sconfinata ontologia del possibile, una Bibbia del condizionale contrapposta al senso della realtà anche se con esso non in perenne conflitto. Il protagonista critica il mondo impedendosi di far sua, di possedere in toto una qualsiasi parte dell'esistente ("Eigenschaften", termine tedesco ormai tradizionalmente tradotto in italiano e inglese con "qualità", significa anche "proprietà").
Nella mente di Ulrich domina dunque la possibilità: ciò che è potrebbe benissimo non essere, o essere diversamente da come è; la realtà non ha nulla di necessario né tantomeno di definitivo ma è solo il concreto quanto momentaneo cristallizzarsi degli infiniti possibili che prima furono e che poi saranno. Da qui il non dare maggior peso a ciò che è rispetto a ciò che potrebbe essere e l'espansa "riflessione orizzontale" che caratterizza la saggistica del romanzo: Ulrich vede il mondo sorpassare se stesso nell'attimo stesso in cui tenta di giudicarlo, rapito dall'indefinibile indeterminatezza del reale, del suo tramutarsi in possibile.
Colui che sia afflitto dal senso della possibilità è uomo non pratico, imprevedibile nelle relazioni umane e, vedendo anche se stesso nel possibile, è senza proprietà, non può riconoscersi qualità reali: diviene un uomo senza qualità. Tutto ora è come è, ma tutto potrebbe diventare o essere diventato ugualmente diverso: ecco il motivo per cui la Cacania è "la nazione più progredita del mondo", ecco perché l'Azione Parallela non può giungere a conclusione, non è in grado di costruire nulla. Allo stesso tempo, ecco la ragione che spinge Ulrich verso quel "Regno Millenario" di compenetrazione mistica con la sorella.

### Caso e statistica. Genio e mediocrità
Fra gli innumerevoli temi toccati dal romanzo nelle sue migliaia di pagine si presenta con frequenza la distinzione fra mediocrità e genialità, la loro definizione, le colpe e i meriti che ad essi si assegnano.
Musil spesso utilizza paragoni scientifici, tratti dal mondo fisico e matematico; egli fu un ingegnere affascinato dalle teorie di Ernst Mach (sul pensiero del quale scrisse la tesi di dottorato), in questo caso, rifacendosi alla teoria cinetica dei gas, paragona l'individuo e le sue idee a una particella in moto casuale nel mondo. Così come il fisico è in grado di dare informazioni su pressione, temperatura, eccetera, di un gas semplicemente mediando l'imprevedibilità dei movimenti delle particelle, allo stesso modo per il mondo le informazioni significative giungono da medie. Dunque il Progresso, la situazione storica, le idee dominanti non sono che valori mediati in lento movimento, così come i parametri termodinamici in una trasformazione quasi-statica.
Quello che appare è allora l'inutilità del moto personale: esso può essere secondo o contro corrente, verso l'alto o verso il basso, teso al futuro o rivolto al passato. Lo stato di un atomo in un gas è assolutamente ininfluente, in una popolazione così numerosa, sul comportamento del valore medio e "Dio e il mondo badano soltanto a lui e non a noi" afferma l'autore. La Storia del mondo è allora Storia della mediocrità e questo è per Musil non senza scopo: tale configurazione permette di pesare gli alti e i bassi, la presenza di progressi e regressi, le forze e le debolezze, i diritti concessi e quelli strappati, in una parola l'"inafferrabilità spirituale" della vita giungendo a preservarne uno stato medio.
La Storia è la media di milioni di storie, per definizione, e ad Ulrich pare assurdo ed infantile accusare il mondo di mediocrità: non è possibile rinfacciare ad una media la sua mediocrità. Ulrich vede in tutto ciò non solo un ibrido compromesso di cui accontentarsi, ma una via di salvezza dell'umanità che per conservarsi deve guardarsi tanto dall'intraprendenza del genio quanto dalla stupidità (valori limite ugualmente pericolosi).
Tuttavia a distanza di centinaia di pagine Ulrich afferma con convinzione che il genio è "l'unico valore umano assoluto, anzi, l'unico valore umano e basta". Non è infrequente trovare apparenti incongruenze e contraddizioni interne nel romanzo.
Il perno della questione è nello scoprire cosa sia la genialità e nella capacità di distinguerla dalle sue "imitazioni senz'anima".
A tale quesito Ulrich non è in grado di rispondere e il suo ragionare, pur invogliato a penetrare il problema, si invischia nelle definizioni che man mano uomini celebri, filosofi e sapienti hanno dato del genio. Il punto di arrivo vede Ulrich paragonare le sue domande ad una meteorologia che non solo ignora che tempo farà domani, ma nemmeno sa quello che è successo ieri. Il giudizio della genialità è allora figlio dei tempi e vincolato al loro mutare: non siamo in grado di dire se qualcuno sarà genio o se qualcun altro in passato lo sia stato sebbene sia innegabile coglierne l'ombra ogni volta che si fanno strada nel mondo idee nuove.
Tuttavia, nota il protagonista, non è affatto detto che la genialità sia espressione di grandezza d'animo e mente anzi, lo sperpero di energie e ambizioni spese nel tentativo di conquistarne la reputazione è da considerare più come uno scompenso dello spirito.

## Edizioni
Edizioni originali
- Der Mann ohne Eigenschaften, Rowohlt Verlag, Berlin, 1930-1933.
- Der Mann ohne Eigenschaften, edizione critica a cura di Adolf Frisé, 1978.

Traduzioni italiane
- L'uomo senza qualità, (3 volumi: I volume, 1956; II volume, 1958; III volume a cura di Eithne Wilkins e Ernst Kaiser, Introduzione di Cesare Cases, 1962), traduzione di Anita Rho, Collana Supercoralli, Torino, Einaudi, 1956-1962; Collana I millenni, 1965; 2voll., Collana Gli struzzi n.26, 1972-1981.
- L'uomo senza qualità. Nuova edizione italiana a cura di Adolf Frisé. Introduzione di Bianca Cetti Marinoni, traduzione di Anita Rho, Gabriella Benedetti e Laura Castoldi, Collana NUE n.221, Torino, Einaudi, 1996; 2 voll., Collana Einaudi Tascabili n.465, 1997, ISBN 88-06-17382-0; ET. Classici, 2005; Collana Einaudi Tascabili. Scrittori, Einaudi, 2014, ISBN 978-88-06-22248-2.
- L'uomo senza qualità. Pagine inedite, traduzione e cura di Claudia Sonino, Collana Biblioteca delle Silerchie, Milano: Il Saggiatore, 1983.
- L'uomo senza qualità e Scritti inediti, 2 voll., Edizione e presentazione di Adolf Frisé. Traduzione, cronologia, cura e note, bibliografia di Ada Vigliani, Prefazione di Giorgio Cusatelli, Collana I Meridiani, Milano, Mondadori, novembre 1992 (vol. I) - maggio 1998 (vol. II), ISBN 88-04-41972-5.
- L'uomo senza qualità, versione integrale dell'edizione originale [pubblicata dalla Rowohlt Verlag, 1978], traduzione di Irene Castiglia, introduzione e cura di Micaela Latini, Collana I Mammut, Roma, Newton Compton, 2013, ISBN 978-88-541-4675-4; Collana Classici moderni, Newton & Compton, 2015, ISBN 978-88-541-8063-5.
- L'Uomo senza qualità, con uno scritto di Ingeborg Bachmann, trad. rivista e aggiornata a cura di Ada Vigliani, Collana Oscar Classici Moderni, Mondadori, Milano, Mondadori  2013, ISBN 978-88-04-62555-1.
- L'uomo senza qualità, Introduzione e trad. di Stefania Stefani, Collana I Grandi Capolavori, Santarcangelo di Romagna, Rusconi, 2025,  pp. 1920, ISBN 88-18-038-86-9.